# Las Malvinas, Michoacán de Ocampo
Las Malvinas är en ort i Mexiko.   Den ligger i kommunen Pajacuarán och delstaten Michoacán de Ocampo, i den centrala delen av landet, 400 km väster om huvudstaden Mexico City. Las Malvinas ligger 1 528 meter över havet och antalet invånare är 158.
Terrängen runt Las Malvinas är platt åt nordväst, men åt sydost är den kuperad. Runt Las Malvinas är det ganska tätbefolkat, med 60 invånare per kvadratkilometer. Närmaste större samhälle är Sahuayo de Morelos, 14,2 km sydväst om Las Malvinas. I omgivningarna runt Las Malvinas växer huvudsakligen savannskog.